# Síťokřídlí
Síťokřídlí (Neuroptera) jsou řád dravého hmyzu s proměnou dokonalou. Svým vzezřením tvoří velmi různorodou skupinu, patří sem na první pohled velmi odlišné druhy jako např. pakudlanky, ploskorozi nebo mravkolvi. Rozšířené jsou především v tropech a subtropech, ale některé druhy zasahují až do polárních oblastí. Po celém světe je známo asi 7000 druhů, v Česku přes 70.

## Popis

### Dospělec

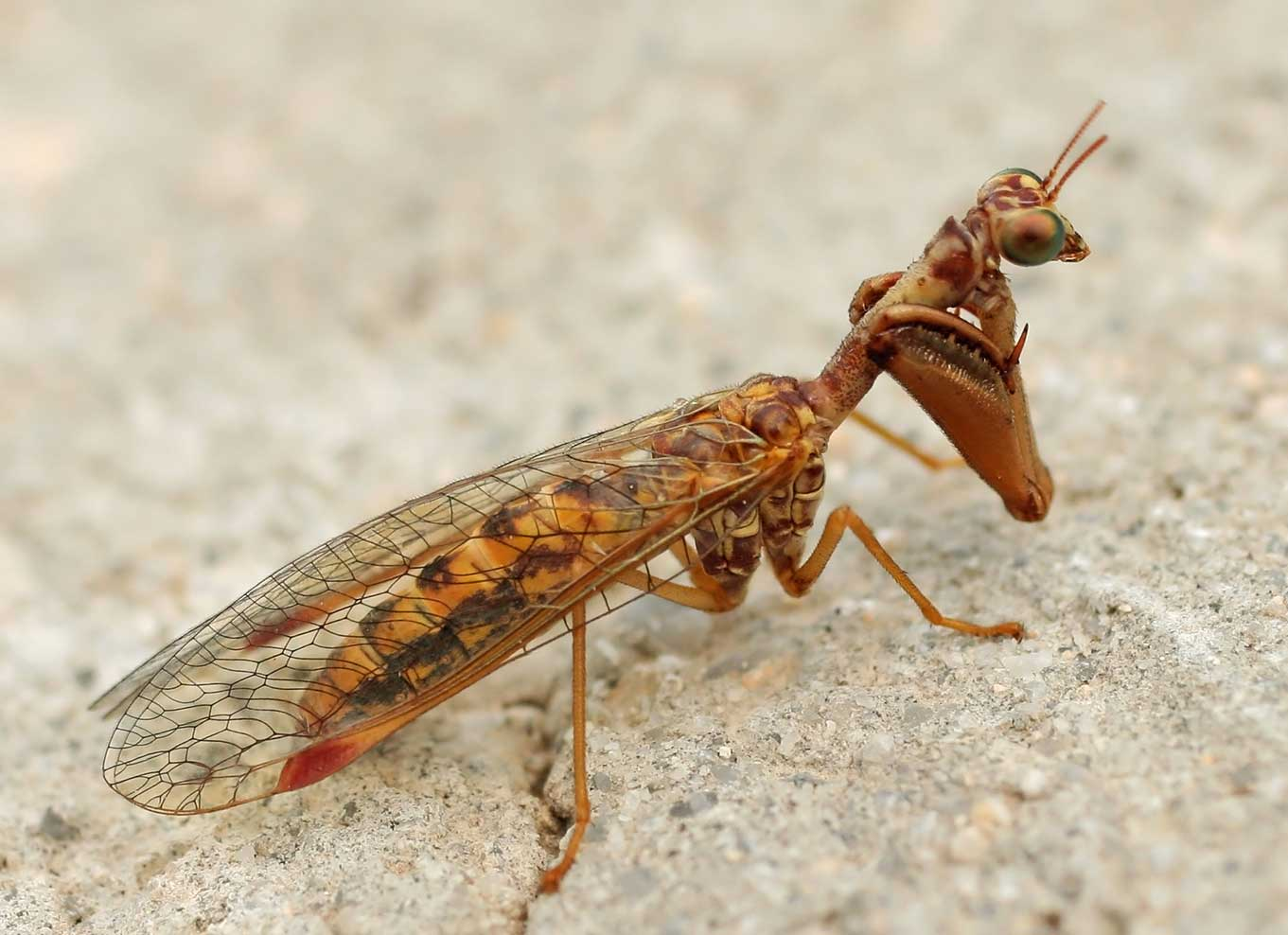
pakudlanka jižní

Síťokřídlí mají velmi rozmanitý vnější vzhled, ale jejich tělo je vždy štíhlé. Většinou je zbarveno nevýrazně a jeho povrch je velmi jemný. Dosahují délky od 2 do 75 mm. Na malé hlavě jsou výrazné velké polokulovité složené oči. Jednoduchá očka (ocelli) mají jen dvě čeledi (strumičníkovití a Dilaridae). Tykadla jsou umístěna mezi očima a jsou většinou dlouhá a tenká, někdy zakončené paličkou (ploskorozi). Ústní ústrojí je kousací. Hruď se skládá ze tří vzájemně pohyblivých podobných článků, kdy předohruď je velmi pohyblivá. U čeledi pakudlankovitých je předohruď výrazně prodloužená, podobně jako u dlouhošíjek. Křídla mají velmi složitou žilnatinu (odtud pochází jméno řádu), většinou jsou čirá, občas se skvrnami, ale někdy i pestře zbarvená (ploskorozi). Křídla mají různé tvary a při letu jsou převážně nespojené. Nohy jsou běhavého typu. U pakudlanek je přední pár nohou přetvořen na loupeživé končetiny, kterými uchvacuje kořist podobně jako kudlanky. Rozpětí křídel může dosahovat od 5 do 75 mm. Zadeček má 10 článků, jen čeleď zlatoočkovití má 9 článků.

### Larva

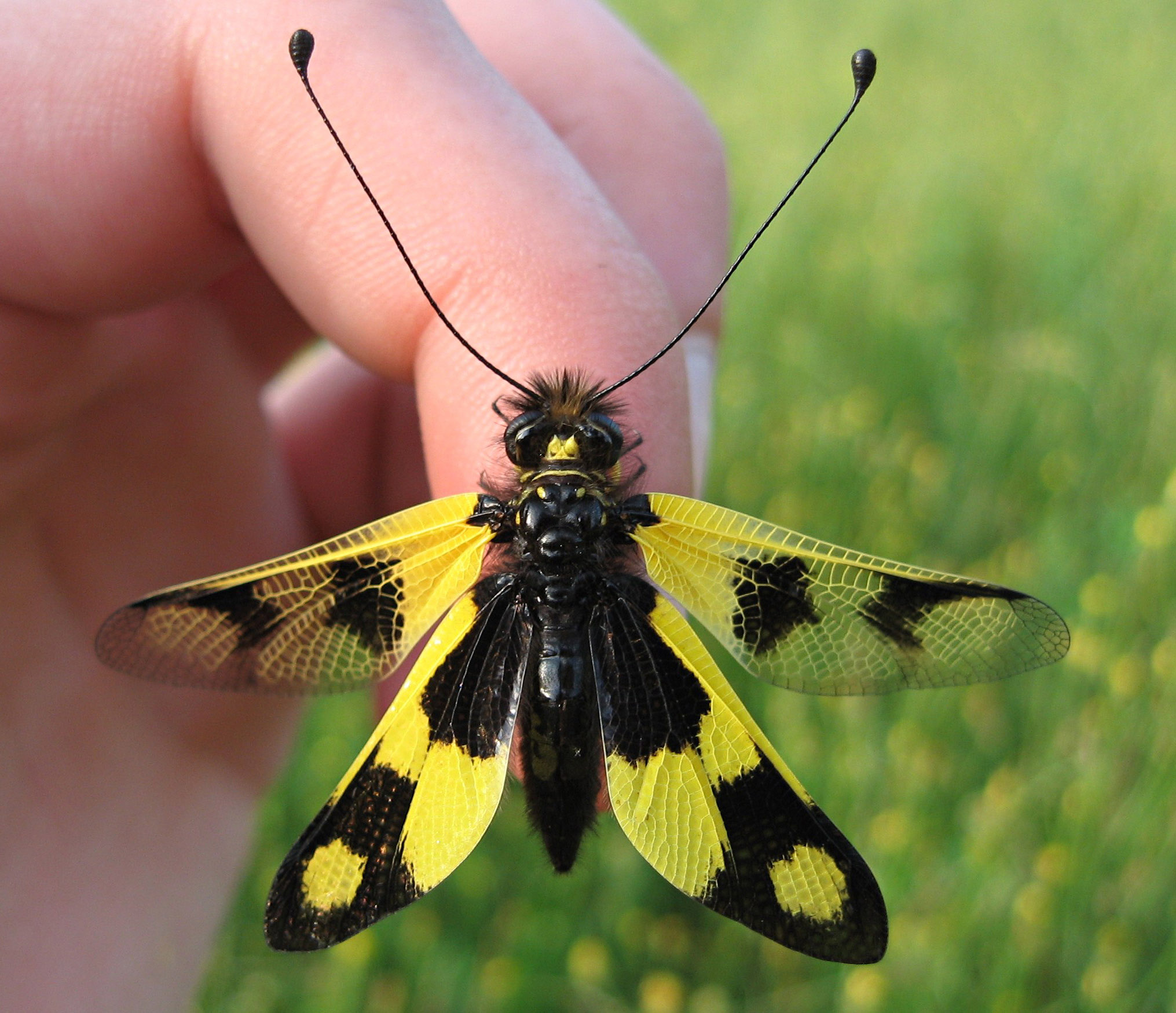
ploskoroh pestrý

Ještě víc než u dospělců platí u larev, že jsou v rámci tohoto řádu druhy velmi odlišného vzhledu. Tělo mohou mít tlusté i tence protáhlé. Ústní ústrojí mají vždy kousavé s velkými kusadly. Nohy mají většinou dlouhé a velmi pohyblivé.

### Kukla
Larva si vytváří kokon, ve kterém se zakuklí. Na kukle jsou zřetelně vidět končetiny, křídla i tykadla budoucího dospělce.

## Vývoj jedince a rozmnožování
Síťokřídlí se vyvíjejí proměnou dokonalou. Vajíčka s tenkou stopkou klade většina samiček jednotlivě nebo ve skupinách na rostliny nebo větvičky. Některé čeledi (mravkolvi) kladou vajíčka do země. Larva se líhne po 4 až 21 dnech, někdy i více. Délka života larev je dost odlišná, muže to být od 14 dnů (denivkovití) do dvou let (mravkolvovití, ploskorohovití). Larva se zakuklí po třech vývojových stupních, jen výjimečně po čtyřech (pakudlanky). Z kukly se líhne dospělec do několika dnů. Při kopulaci nejčastější sedí sameček vedle samičky a předává jí spermatofór. Dospělec žije většinou krátce, ale jsou i druhy které přezimují jako dospělci.

## Stanoviště a potrava

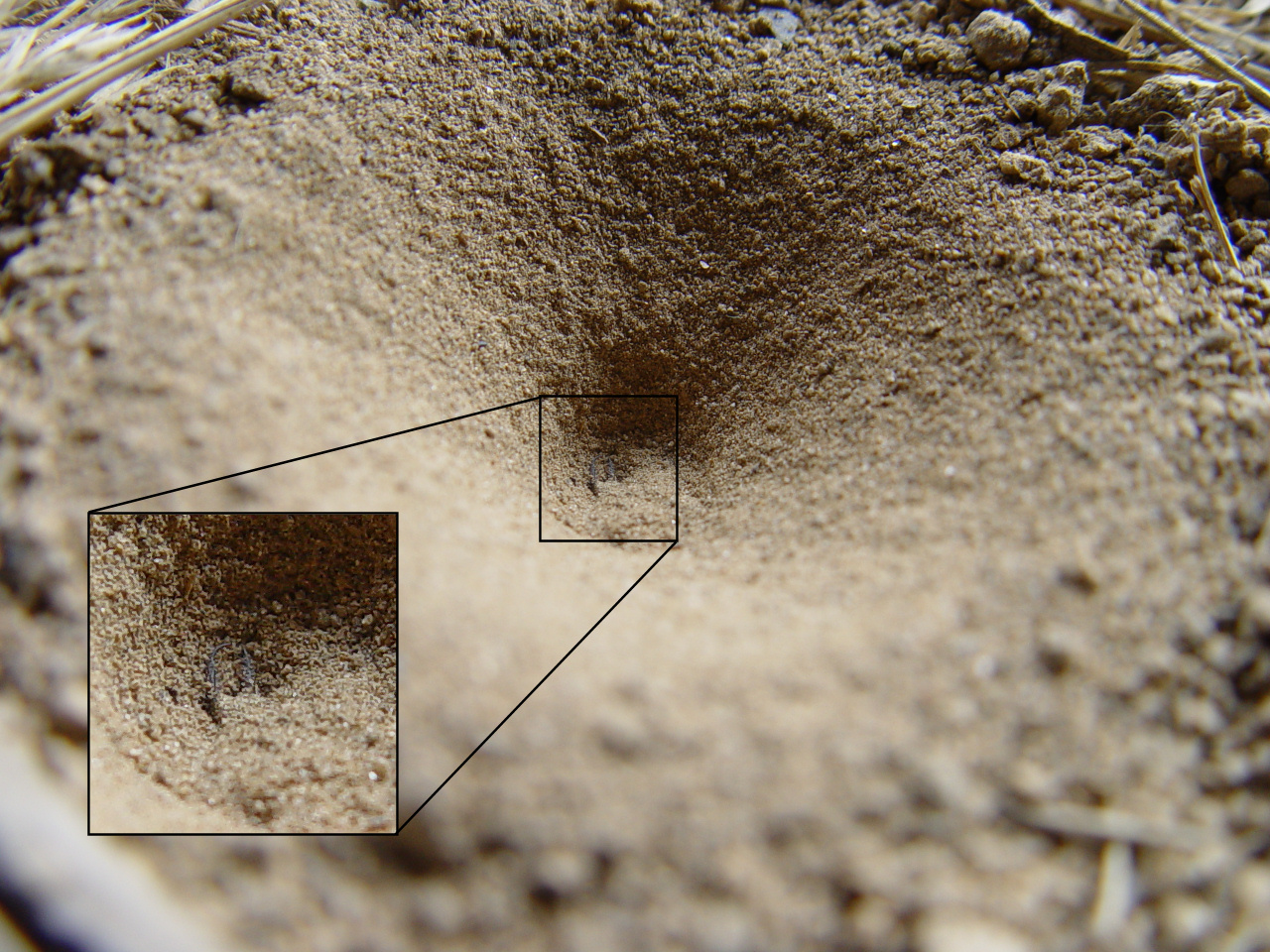
Mravkolev číhá na dně své pasti

Většina síťokřídlých jsou teplomilné druhy. Síťokřídlí jsou suchozemský hmyz s výjimkou larev vodnařkovitých, které žijí jako parazité vodních hub. Larvy pakudlanek se živí parasiticky v kokonech pavouků nebo vos jejich vajíčky a čerstvě vylíhlými jedinci. Larvy mravkolvů žijí na dně vyhrabaných nálevkovitě tvořených děr v písku, do kterých chytají hmyz, především mravence. Některé další čeledi (např. zlatoočkovití) se živí mšicemi. Larvy tráví svou kořist tak, že do ní vstřikují trávicí šťávy a pak ji vysávají, což se nazývá mimotělní trávení. Dospělci se živí také dravě, hlavně hmyzem (např. mšicemi, mouchami).